# Тагильская улица (Москва)
Таги́льская у́лица — улица, расположенная в Восточном административном округе города Москвы на территории районов Гольяново и Метрогородок.

## История
Улица получила своё название 9 августа 1965 году по реке Тагил, притоку реки Обь.

## Расположение
Тагильская улица проходит от Открытого шоссе на юго-восток, с северо-востока к ней примыкает улица Николая Химушина, Тагильская улица проходит далее до железнодорожных путей и возобновляется за ними, проходит от 1-го Иртышского проезда на юго-восток, с северо-востока к ней примыкает 2-й Иртышский проезд, Тагильская улица проходит далее до Амурской улицы. Участок улицы от Открытого шоссе до железнодорожных путей расположен на территории района Метрогородок, участок от железнодорожных путей до Амурской улицы — на территории района Гольяново. Нумерация домов начинается от Открытого шоссе.

## Примечательные здания и сооружения

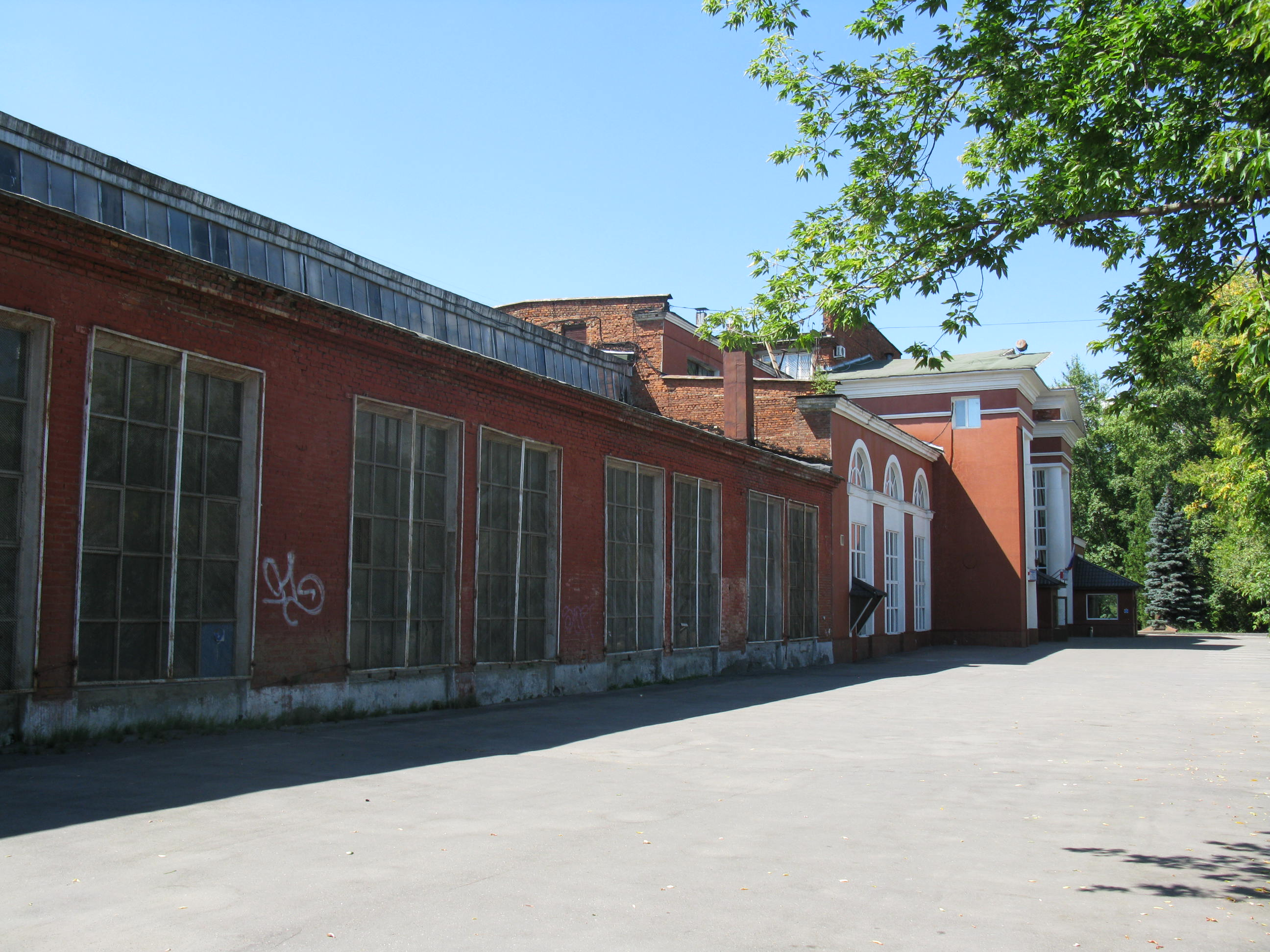
Корпус Черкизовского завода Метростроя на Тагильской ул., 6

По нечётной стороне:
По чётной стороне:

## Транспорт

### Автобус
- 627: от Открытого шоссе до улицы Николая Химушина и обратно

### Метро
- Станция метро «Бульвар Рокоссовского» Сокольнической линии — западнее улицы, на пересечении Открытого шоссе с Ивантеевской улицей и Тюменским проездом
- Станция метро «Черкизовская» Сокольнической линии — юго-западнее улицы, на пересечении Окружного проезда и Большой Черкизовской улицы

### Железнодорожный транспорт
- Станция МЦК «Бульвар Рокоссовского» — западнее улицы, на 6-м проезде Подбельского.
- Станция МЦК «Локомотив» — юго-западнее улицы, на пересечении Окружного проезда и Большой Черкизовской улицы